# خوان كارلوس كاريزو
خوان كارلوس كاريزو (بالإسبانية: Juan Carlos Carrizo)‏ هو لاعب كرة قدم أرجنتيني في مركز الوسط، ولد في 3 يونيو 1987 في سان ميغيل دي توكومان في الأرجنتين. لعب مع أوليمبو ونادي آيندهوفن ونادي إلتشي وهوراكان.

## وصلات خارجية
- خوان كارلوس كاريزو على موقع قاعدة بيانات كرة القدم.إي يو (الإنجليزية)
- خوان كارلوس كاريزو على موقع عالم كرة القدم.نت (الإنجليزية)